# Vincenzo Bichi

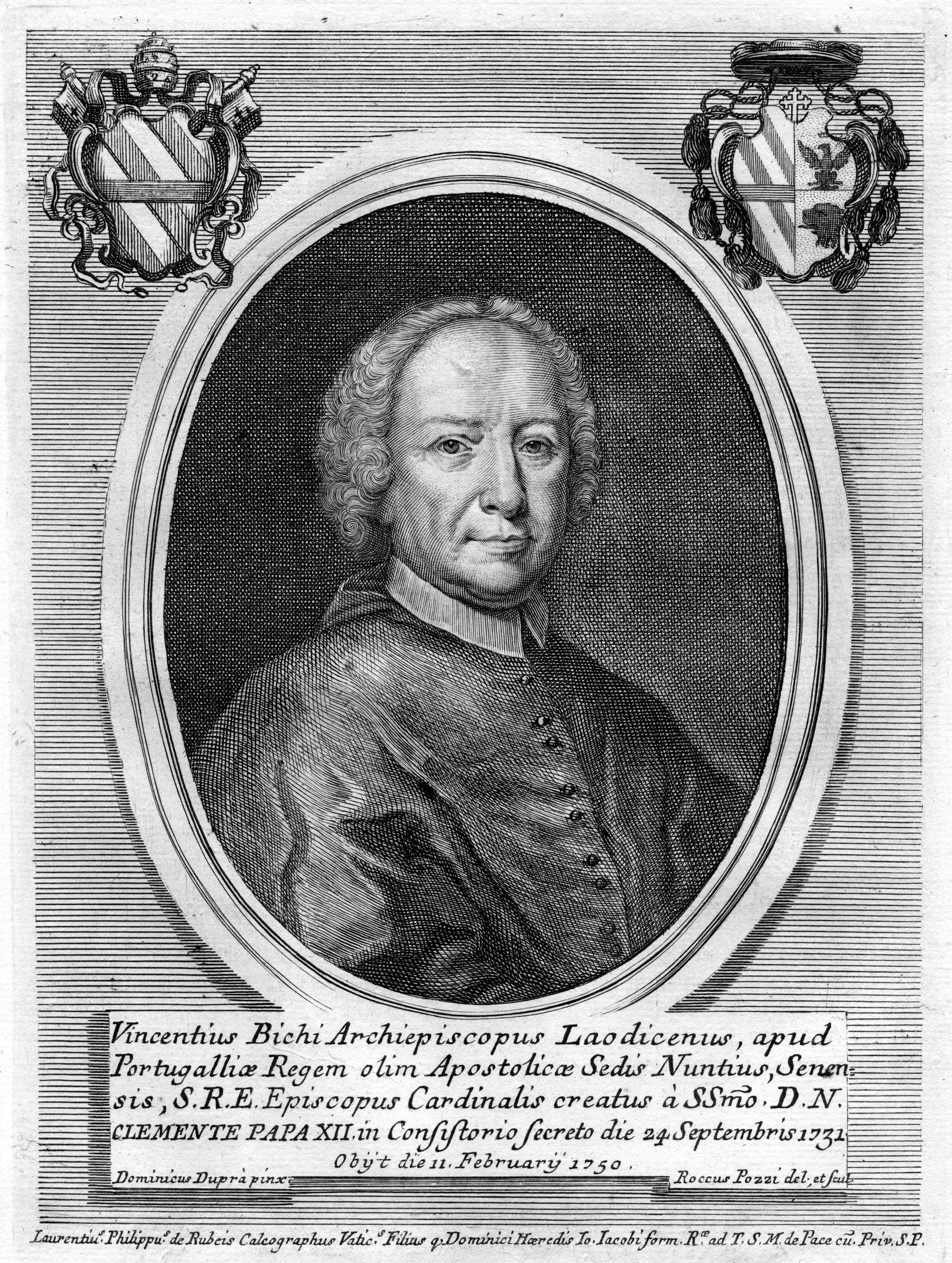
Vincenzo Kardinal Bichi (Stich von Rocco Pozzi, 1731)

Vincenzo Bichi (* 2. Februar 1668 in Siena; † 11. Februar 1750 in Rom) war ein italienischer Kardinal und katholischer Erzbischof.

## Biografie
Vincenzo Bichi wurde am 2. Februar 1668 in Siena als Sohn einer adligen sienesischen Familie geboren. Er war der Sohn von Metello Bichi, Marquis von Rocca Albegna, und von Vittoria Piccolomini von Aragon und der Neffe von Kardinal Carlo Bichi. Die Familie brachte mit Metello Bichi, Alessandro Bichi und Antonio Bichi noch weitere Kardinäle hervor.
In seiner Jugend studierte er am Seminario Romano in Rom, wechselte dann zum Seminario Clementino und kam an die Universität La Sapienza, wo er am 30. Juli 1689 zum Doctor iuris utriusque promoviert wurde. Anschließend wurde er Referendar und Kleriker der Apostolischen Kammer (1695) und empfing am 26. April 1699 die Priesterweihe.
Am 11. Dezember 1702 zum Titularerzbischof von Laodicea in Phrygia ernannt, wurde er Päpstlicher Thronassistent und war Apostolischer Nuntius in der Schweiz (1703–1709) und Portugal (1709–1720).
Im Konsistorium vom 24. September 1731 wurde er vom Papst Clemens XII. zum Kardinalat erhoben und zum Kardinalpriester ernannt. Seine Titelkirche San Pietro in Montorio nahm Bichi erst Ende März 1732 in Besitz. In den Folgejahren wechselte der Kardinal des Öfteren seine Titelkirchen, bis er am 23. September 1743 von Papst Benedikt XIV. zum Kardinalbischof von Sabina befördert wurde. Am 10. April 1747 wurde Bichi schließlich Kardinalbischof des suburbikarischen Bistums Frascati.
Vincenzo Bichi starb am 11. Februar 1750 in seinem Palast in Rom in der Via Lata im Alter von 82 Jahren. Die Trauerfeierlichkeiten für den verstorbenen Kardinal fanden am 13. Februar 1750 unter Teilnahme des Papstes in der Kirche San Marcello statt. Am Nachmittag wurde der Leichnam des Verstorbenen in die Kirche Santi Venanzio e Ansovino übertragen und dort bestattet.